# Episodi di Nash Bridges (quinta stagione)
La quinta stagione della serie televisiva Nash Bridges è stata trasmessa in anteprima negli Stati Uniti d'America dalla CBS tra il 24 settembre 1999 e il 19 maggio 2000.
| nº | Titolo originale     | Titolo italiano | Prima TV USA      | Prima TV Italia |
| -- | -------------------- | --------------- | ----------------- | --------------- |
| 1  | Truth & Consequences |                 | 24 settembre 1999 |                 |
| 2  | Trade Off            |                 | 1º ottobre 1999   |                 |
| 3  | Smash and Grab       |                 | 8 ottobre 1999    |                 |
| 4  | Girl Trouble         |                 | 15 ottobre 1999   |                 |
| 5  | High Society         |                 | 22 ottobre 1999   |                 |
| 6  | Curveball            |                 | 5 novembre 1999   |                 |
| 7  | Split Decision       |                 | 12 novembre 1999  |                 |
| 8  | Get Bananas          |                 | 19 novembre 1999  |                 |
| 9  | Crosstalk            |                 | 26 novembre 1999  |                 |
| 10 | Kill Switch          |                 | 10 dicembre 1999  |                 |
| 11 | Rip Off              |                 | 17 dicembre 1999  |                 |
| 12 | Skin Trade           |                 | 7 gennaio 2000    |                 |
| 13 | Liar's Poker         |                 | 28 gennaio 2000   |                 |
| 14 | El Diablo            |                 | 11 febbraio 2000  |                 |
| 15 | Hit and Run          |                 | 18 febbraio 2000  |                 |
| 16 | Cop Out              |                 | 25 febbraio 2000  |                 |
| 17 | Line of Sight        |                 | 10 marzo 2000     |                 |
| 18 | Heist                |                 | 31 marzo 2000     |                 |
| 19 | Hard Cell            |                 | 7 aprile 2000     |                 |
| 20 | Missing Key          |                 | 28 aprile 2000    |                 |
| 21 | Jackpot (Part 1 e 2) |                 | 5 maggio 2000     |                 |
| 22 | Jackpot (Part 1 e 2) |                 | 19 maggio 2000    |                 |